# Запис дуд код цркве (Медвеђа)
Запис дуд код цркве (Медвеђа) се налази на парцели чији је власник Црквена општина Медвеђанска.

## Локација
| Општина             | Деспотовац                                                                  |
| Катастарска општина | Медвеђа                                                                     |
| Потес               | Село                                                                        |
| Координате          | 44° 09′ 05″ С; 21° 20′ 36″ И / 44.151499999999999° С; 21.343399999999999° И |
| Надморска висина    | 152m                                                                        |

## Карактеристике
Дендрометријске вредности утврђене на терену и сателитским снимцима:
| Стабло                     | Дуд |
| Висина стабла              | m   |
| Обим дебла                 | m   |
| Пречник крошње             | 13m |
| Пречник дебла              | m   |
| Висина дебла до прве гране | m   |

## База записа
Запис је у оквиру Викимедија пројекта "Запис - Свето дрво" заведен под редним бројем 0647.